# وستر وولفز
وستر وولفز (بالإنجليزية: Worcester Wolves)‏ هو فريق كرة سلة إنجليزي تأسس في سنة 2000 يقع في وستر. يلعب في دوري كرة السلة البريطاني.

## وصلات خارجية
- الموقع الرسمي